# Солине (Мљет)
Солине су заселак на острву Мљету. Сместило се подно брда Монтокуца на улазу у Велико језеро, на месту које се по самом насељу назива Солински канал.

## Историја
Заселак Солине се налази на јужној страни острва Мљета, на истој страни на којој се налази и увала Сутмихољска, у којој су први контакт са Мљетом имали бенедиктинци. С обзиром да у време доласка бенедиктинаца на острву није било никаквог пута, бенедиктинци су вероватно пловили морем док су тражили место на којем ће подигнути самостан. Са источне стране данашњих Солина налази се велики залив, Лука Гонотурска, који се сужава у мали, од ветрова релативно заштићен Солински канал. Проласком кроз канал долази се до данашњег Великог језера на којем су бенедиктинци подигли своју опатију. На почетку канала, на Вратима од Солина, бенедиктинци су поставили велики камени крст с натписом на босанчици. Због плитког мора у залеву, бенедиктинци су пунили природне базене на обали морем, које је, кад би испарило, давало со. Касније је место по тој производњи соли и добило име Солине (Solin). У време кад су бенедиктинци дошли до Великог језера, оно је још било право језеро. Прокопавањем уске превлаке, дошло је до мешања воде и мора, а на месту прокопавања стварала би се јака морска струја. Ту је изграђен млин, којег је покретала морска струја у каналу.
На месту данашњих Солина, није било насеља за време бенедиктинске власти. Прва породица која насељава Солине била је породица Сршен 1825. године. Данас се становништво бави рибарством и туризмом. За разлику од многих других становника острва, становници Солина, нису се толико базирали на пољопривреди. Због непосредне близине језера и тишине, створене природном изолацијом, Солине су, туристички, врло популарно остврвско место.

## Становништво
Тачан број становника Солина се не зна јер, без обзира на то што Солине од 2006. године више нису заселак места Говеђари, становништво се још увк, при попису становништва, придодаје становништву Говеђара. Сматра се да у Солинама данас живи око 25 становника.